# Planina na Pohorju
Planina na Pohorju je naselje u slovenskoj Općini Zreču. Planina na Pohorju se nalazi u pokrajini Štajerskoj i statističkoj regiji Savinjskoj. 

## Stanovništvo
Prema popisu stanovništva iz 2002. godine naselje je imalo 194 stanovnika.